# Pruchnik-Wieś
Pruchnik-Wieś – dawniej samodzielna miejscowość, obecnie część miasta Pruchnik w południowo-wschodniej Polsce, w województwie podkarpackim, w powiecie jarosławskim.
Stanowi tereny morfologicznie wiejskie miasta i dzieli się na Pruchnik Dolny (SIMC 0608380) i Pruchnik Górny (SIMC 0608397). Pruchnik Dolny rozpościera się wzdłuż ulicy Markiewicza równolegle do rzeki Mleczki na południu miasta. Pruchnik Górny mieści się w południowo-zachodnim krańcu miasta, sąsiaduje z Pruchnikiem Dolnym, Kramarzówką i Jodłówką. W Pruchniku Górnym znajdują się między innymi: remiza OSP Pruchnik Nr 3, kościół filialny Parafii św. Mikołaja Biskupa w Pruchniku oraz Grota Solna.
Do 1948 oddzielna jednostka administracyjna względem Pruchnika-Miasta, obejmującego centralną, morfologicznie miejską, część.

## Historia
Pruchnik-Wieś to dawna wieś i gmina jednostkowa w powiecie jarosławskim, w II RP w woј. lwowskim. W 1934 w nowo utworzonej zbiorowej gminie Pruchnik, gdzie utworzył gromadę, składającą się z Pruchnika-Wsi oraz miejscowości Kozia Górka, Majdan, Zalasem.
Podczas II wojny światowej w gminie Pruchnik w powiecie Jaroslau w dystrykcie krakowskim (Generalne Gubernatorstwo). Liczył wtedy 2471 mieszkańców.
Po wojnie znów w powiecie jarosławskim, lecz w nowo utworzonym w województwie rzeszowskim. 10 października 1948 Pruchnik-Wieś zniesiono jako oddzielną gromadę i połączono ze zniesioną gromadą Pruchnik-Miasto w nową gromadę Pruchnik. Tak zmienione nowe granice Pruchnika odpowiadają w przybliżeniu granicom współczesnego miasta Pruchnik (od 2011).